# Nima Alamian
Nima Alamian, né le 24 décembre 1992 à Babol, est un pongiste iranien. Il est le frère cadet de Noshad Alamian.

## Biographie
Il s'adjuge son premier tournoi sur le circuit international en remportant l'Open de Belgique de 2015. Avec son frère Noshad, il gagne également le titre en double messieurs. 
Il participe à ses premiers Jeux olympiques en 2016. Il décroche à nouveau son ticket pour ceux de 2020 en gagnant en simple le tournoi d'Asie centrale de qualification olympique à Doha.
En 2017, il est médaillé d'argent aux Jeux de la solidarité islamique à Bakou. Il perd en finale contre son frère Noshad par 4 set à 3.
De nouveau avec son frère, ils gagnent l'Open d'Espagne de 2020 à Grenade.
Il remporte le tournoi international 2022 de Montluçon. Il s'impose en cinq sets en finale face à Stéphane Ouaiche.
Il est le 197e joueur mondial en septembre 2023. Il a atteint son meilleur classement en avril 2019, il occupait alors la 60e place mondiale.

## Parcours en club
Il arrive en pro A pour la saison 2018-2019. Il joue alors pour le club du PPC Villeneuve.
L'année suivante il signe pour le club de La Romagne qui évolue dans la même division.

## Style de jeu
Il est droitier et utilise une prise de raquette classique.